# Saison 2018-2019 du Chakhtar Donetsk
 (janvier 2024).
Si vous disposez d'ouvrages ou d'articles de référence ou si vous connaissez des sites web de qualité traitant du thème abordé ici, merci de compléter l'article en donnant les références utiles à sa vérifiabilité et en les liant à la section « Notes et références ».
La saison 2018-2019 du Chakhtar Donetsk voit le club évoluer dans le championnat d'Ukraine.

## Dirigeants
- Rinat Akhmetov, président

## Staff technique
- Paulo Fonseca, entraîneur